# Cryptocheiridium elegans
Sous-genre
Espèce
Cryptocheiridium elegans, unique représentant du sous-genre Cubanocheiridium, est une espèce de pseudoscorpions de la famille des Cheiridiidae.

## Distribution
Cette espèce est endémique de la province de Matanzas à Cuba. Elle se rencontre vers la grotte Cueva La Pluma à Matanzas.

## Publication originale
- Dumitresco & Orghidan, 1981 : Représentants de la fam. Cheiridiidae Chamberlin (Pseudoscorpionidea) de Cuba. Résultats des Expéditions Biospéléologiques Cubano-Roumaines à Cuba, vol. 3, p. 77-87.